# الأزمات وحلولها (كتاب)
الأزمات وحلولها كتاب من تأليف الإمام الشيرازي يناقش فيه الأزمات العالمية وكيفية حلها بشكل مبسط

## نظرة على الكتاب
يقول المؤلف:

فإنه لم يكن عندنا في العراق قبل الحرب العالمية الثانية لفظة(المشكلة) ولا كلمة(الأزمة)، وذلك لعدم وجود حقيقة لهما حينذاك الا بالمقدار الطبيعي، فكانت الأمور تسري على وفق النظام العادي حيث تبقى شيء من نظام الإسلام في تلك البلاد، وكان الحكام ـ عادة ـ على فطرتهم، ومن الواضح أن الفطرة توحي إلى الصحة في القول والعمل والاعتقاد، ولكن بعد تمام الحرب العالمية الثانية أغرقت قوانين المستعمرين العراق بجسمانيتها وروحانيتها، فبدأت تطرق أسماعنا هاتان اللفظتان بعد أن تكونت حقيقتهما في تلك البلاد، ثم أخذت تزداد شيئاً فشيئاً حتى وصلت الحالة الراهنة إلى مثل صدام
فيعتقد المؤلف بأن سبب هذه الأزمات هو الابتعاد عن القانون الإسلامي.

## وصلات خارجية
- فهرس كتاب "الأزمات وحلولها"